# Javier Muñoz (calciatore 1995)
Javier Muñoz Jiménez (Parla, 28 febbraio 1995) è un calciatore spagnolo, centrocampista del Getafe.

## Caratteristiche tecniche
Giocatore molto duttile, dotato di un buon tiro, abile tecnicamente, può essere schierato in tutte le posizioni del centrocampo, prediligendo la posizione di interno.

## Carriera

### Club
Cresciuto nel Real Madrid, ha esordito in prima squadra il 2 dicembre 2014, nella partita di Coppa del Re vinta per 5-0 contro il Cornellá. Dopo tre stagioni trascorse con il Castilla, il 12 luglio 2017 passa in prestito al Lorca Dopo aver disputato un buon campionato a livello individuale, il 12 luglio 2018 viene acquistato dall'Alavés, con cui firma un triennale, venendo contestualmente ceduto a titolo temporaneo al Real Oviedo. Nel 2019 torna all'Alavés, per poi essere ceduto in prestito nel 2020, prima al Tenerife, poi al Mirandés, dove chiude la stagione 2020/21, prima di trasferirsi a titolo definitivo all'Eibar, per due stagioni. Nel 2023 si unisce al Las Palmas con un altro trasferimento a titolo definitivo.

### Nazionale
Nel 2014 ha giocato una partita con la nazionale spagnola Under-19.

## Statistiche

### Presenze e reti nei club
Statistiche aggiornate al 4 dicembre 2018.
| Stagione                    | Squadra                     | Campionato                  | Campionato | Campionato | Coppe nazionali | Coppe nazionali | Coppe nazionali | Coppe continentali | Coppe continentali | Coppe continentali | Altre coppe | Altre coppe | Altre coppe | Totale | Totale |
| Stagione                    | Squadra                     | Comp                        | Pres       | Reti       | Comp            | Pres            | Reti            | Comp               | Pres               | Reti               | Comp        | Pres        | Reti        | Pres   | Reti   |
| --------------------------- | --------------------------- | --------------------------- | ---------- | ---------- | --------------- | --------------- | --------------- | ------------------ | ------------------ | ------------------ | ----------- | ----------- | ----------- | ------ | ------ |
| 2014-2015                   | Real Madrid                 | PD                          | 0          | 0          | CR              | 1               | 0               | UCL                | -                  | -                  | SU+SS+Cmc   | -           | -           | 1      | 0      |
| 2014-2015                   | Real Madrid Castilla        | SDB                         | 28         | 3          | -               | -               | -               | -                  | -                  | -                  | -           | -           | -           | 28     | 3      |
| 2015-2016                   | Real Madrid Castilla        | SDB                         | 36+3       | 4          | -               | -               | -               | -                  | -                  | -                  | -           | -           | -           | 39     | 4      |
| 2016-2017                   | Real Madrid Castilla        | SDB                         | 26         | 0          | -               | -               | -               | -                  | -                  | -                  | -           | -           | -           | 26     | 0      |
| Totale Real Madrid Castilla | Totale Real Madrid Castilla | Totale Real Madrid Castilla | 90+3       | 7          |                 | -               | -               |                    | -                  | -                  |             | -           | -           | 93     | 7      |
| 2017-2018                   | Lorca                       | SD                          | 35         | 5          | CR              | 1               | 0               | -                  | -                  | -                  | -           | -           | -           | 36     | 5      |
| 2018-2019                   | Real Oviedo                 | SD                          | 15         | 1          | CR              | 0               | 0               | -                  | -                  | -                  | -           | -           | -           | 15     | 1      |
| Totale carriera             | Totale carriera             | Totale carriera             | 140+3      | 13         |                 | 2               | 0               |                    | -                  | -                  |             | -           | -           | 145    | 13     |